# Pritchardia pacifica
A Pritchardia pacifica az egyszikűek (Liliopsida) osztályának pálmavirágúak (Arecales) rendjébe, ezen belül a pálmafélék (Arecaceae) családjába tartozó faj.

## Előfordulása
A Pritchardia pacifica eredeti előfordulási területe Tonga. Azonban manapság - valószínűleg az ember segítségével - a Fidzsi-szigeteken, Szamoán és a Marquises-szigeteken is megtalálható. A trópusi szárazabb erdőket kedveli.

## Megjelenése
Ez a pálmafa elérheti a 15 méteres magasságot is. A sima, szürkés-drapp színű törzse 25 centiméter átmérőjű. Körülbelül 20-30 darab levele van, ezek általában 1,2 méter hosszúak; a levélszárak további 1,2 méteres hosszúságot adnak hozzá. A nagy, lapos, de kerekített levelek, több merev végű szakaszra oszlanak; legyezőszerűek. A virágzatnak 1-4 bugavirágzatból tevődik össze. A termése kicsi, fényesen sötétbarna, vagy lilásfekete, gömb alakú és 1 centiméter átmérőjű.

## Képek

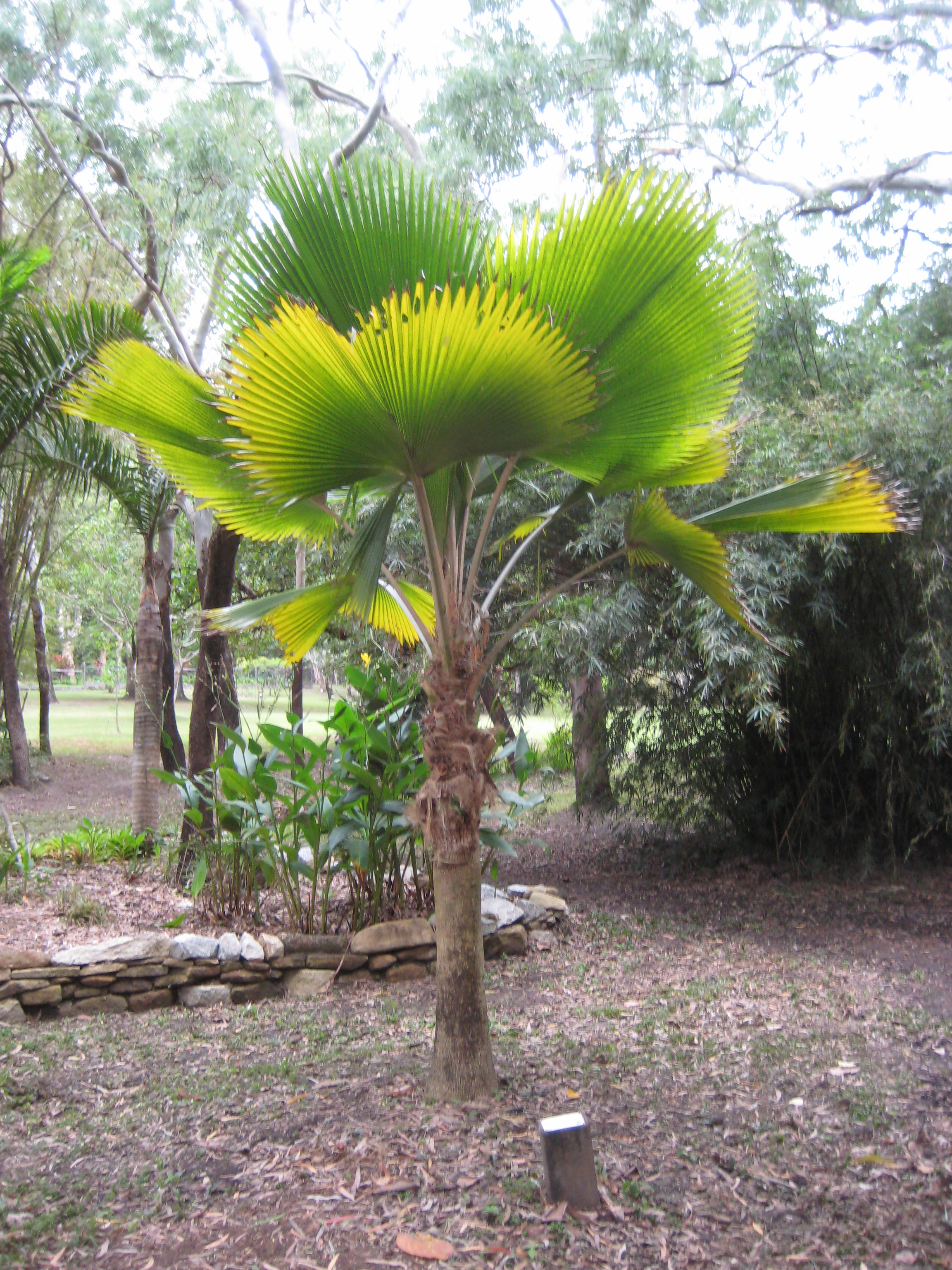
A növény
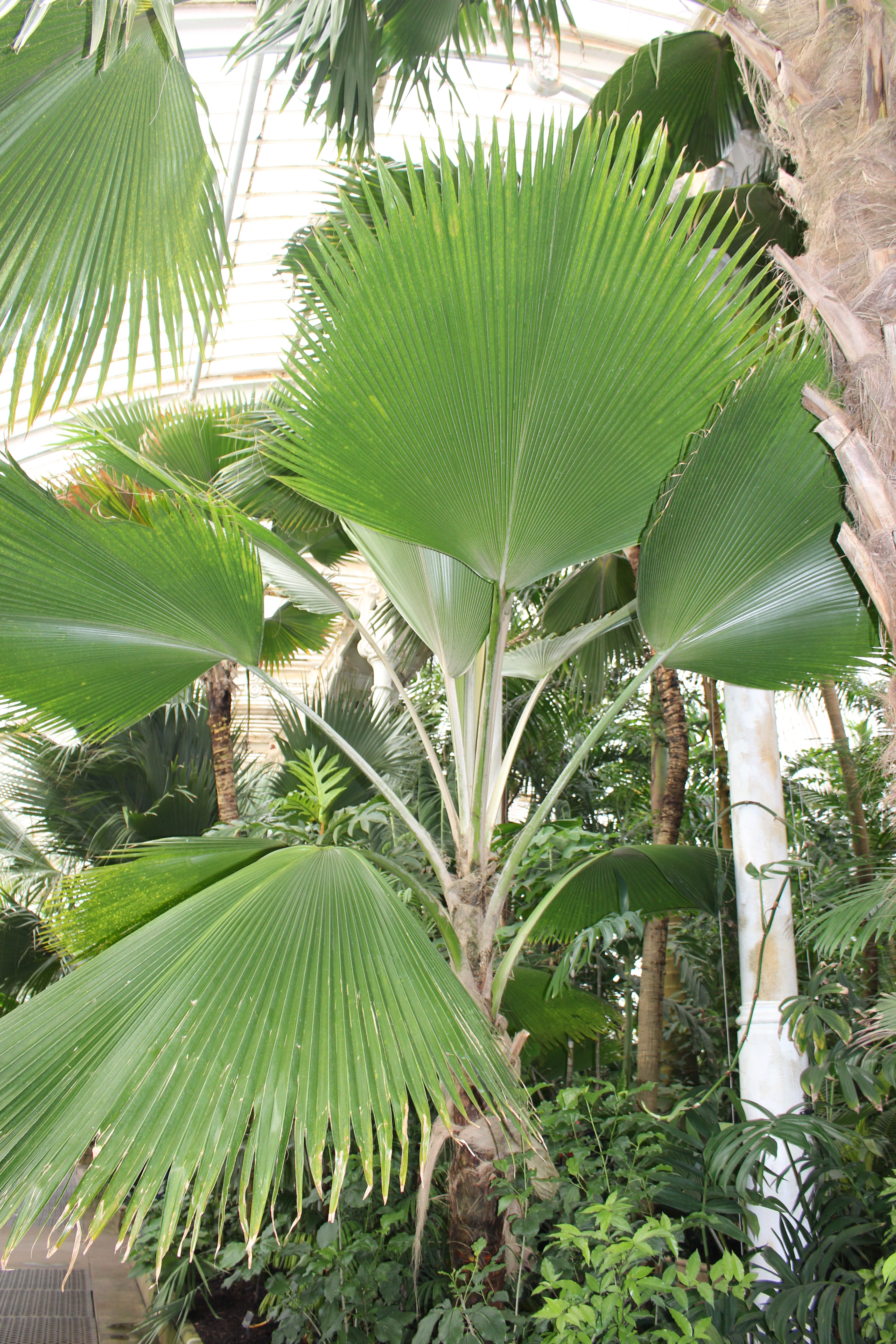
A levelei
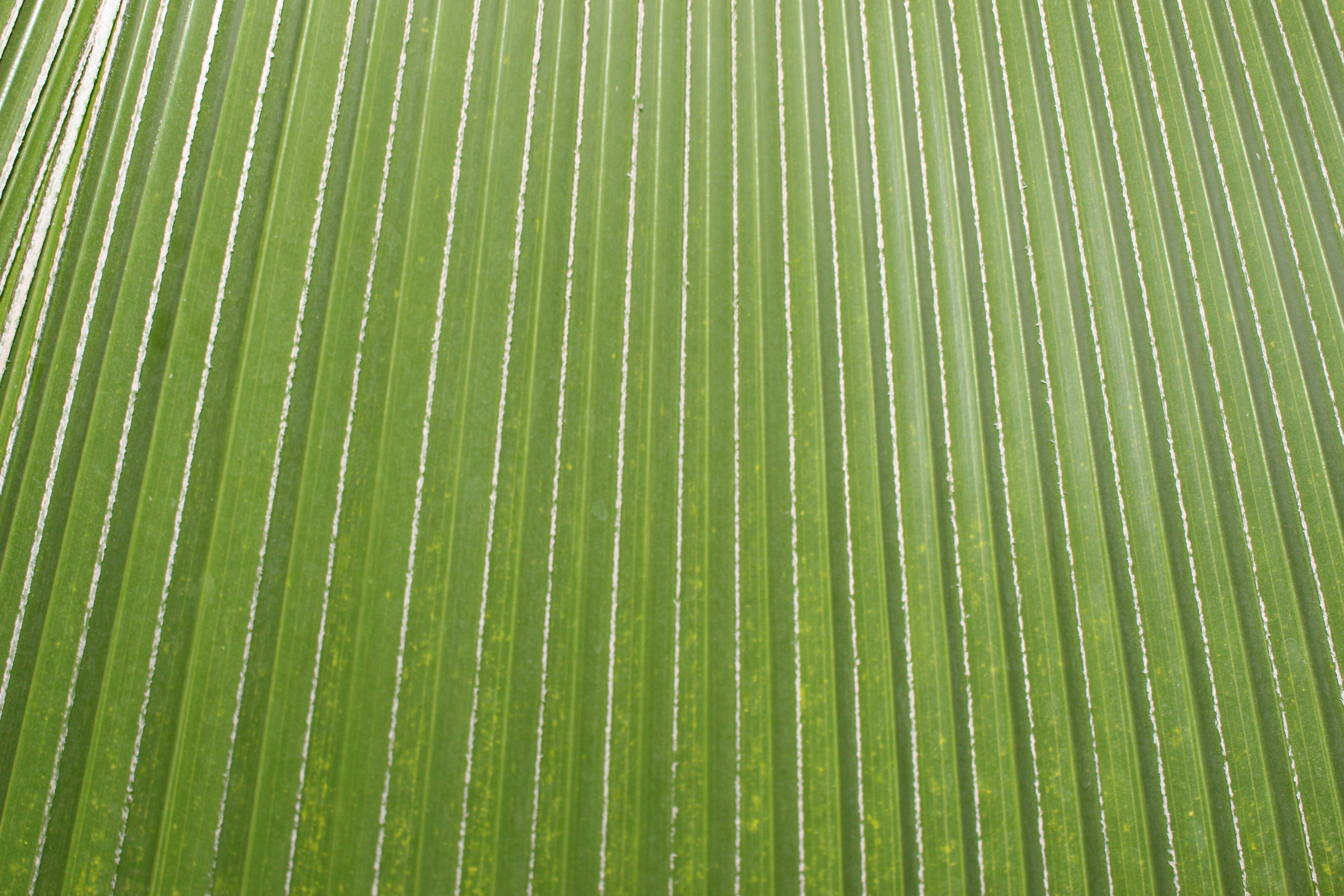
Levele közelről
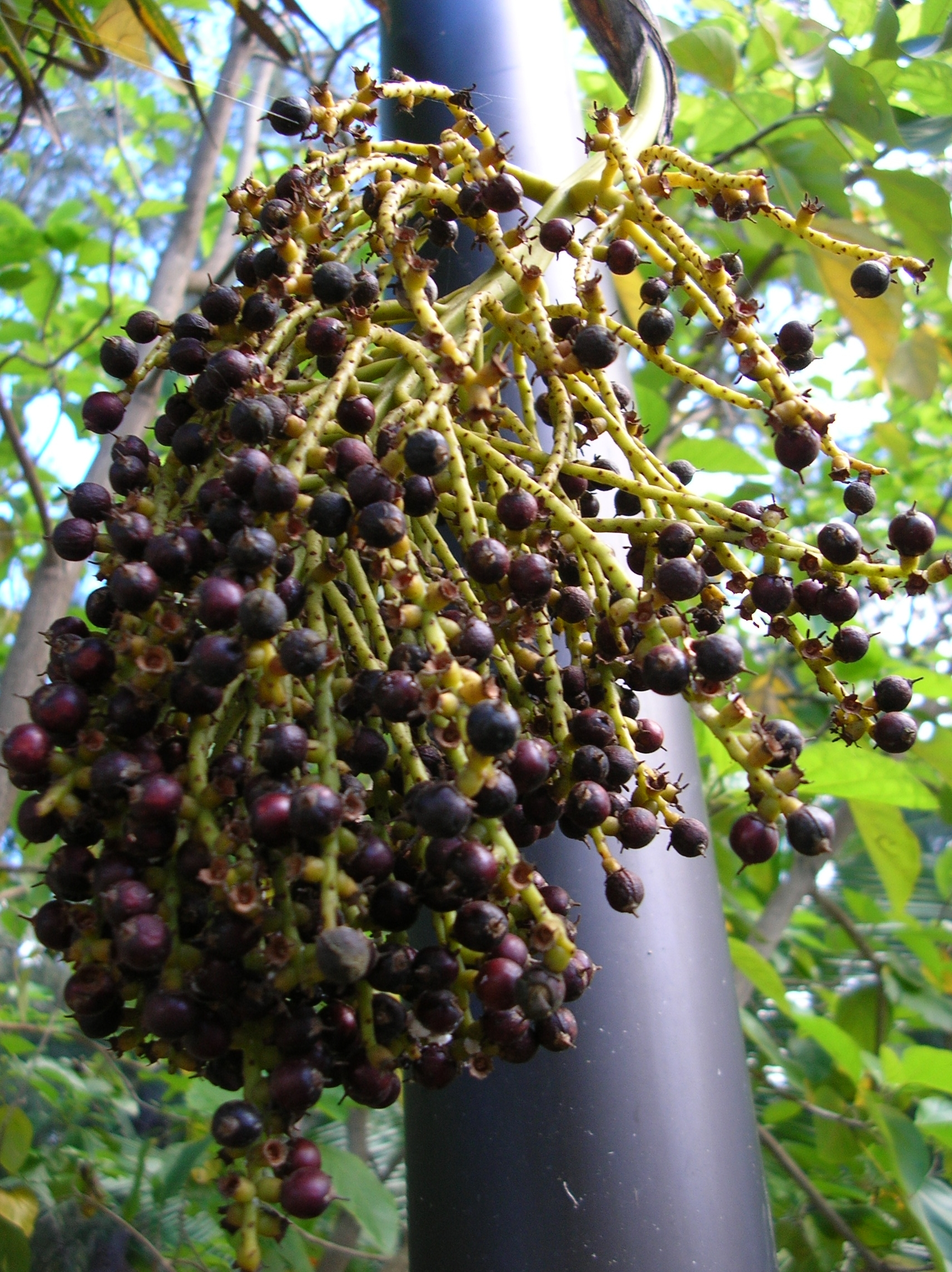
A termései
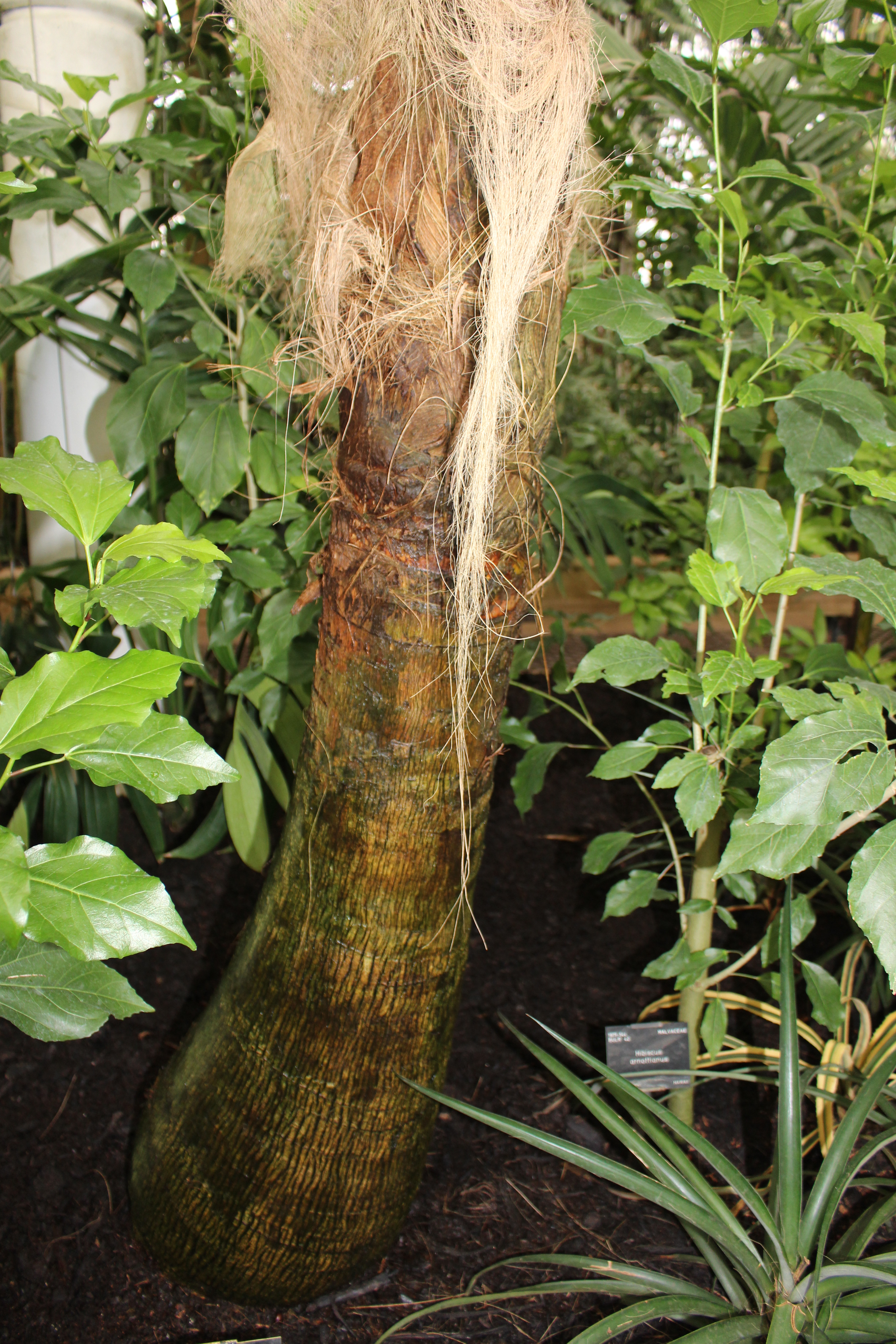
A törzse
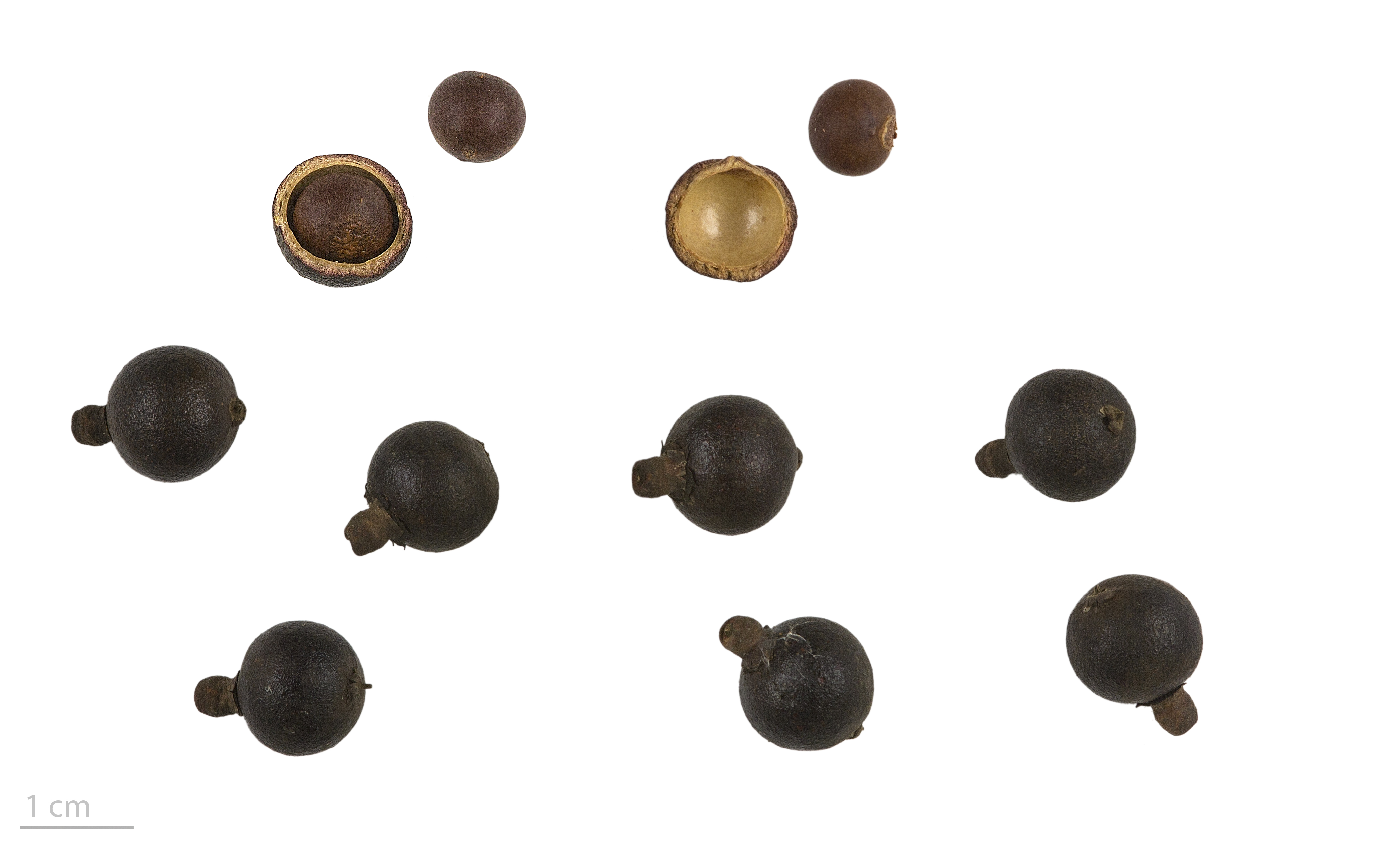
Termései és magvai egy múzeumban

## Fordítás
- Ez a szócikk részben vagy egészben  a   Pritchardia pacifica című angol Wikipédia-szócikk ezen változatának fordításán alapul.  Az eredeti cikk szerkesztőit annak laptörténete sorolja fel. Ez a jelzés csupán a megfogalmazás eredetét és a szerzői jogokat jelzi, nem szolgál a cikkben szereplő információk forrásmegjelöléseként.